# Slowthai
Tyron Kaymone Frampton, né le 18 décembre 1994 à Northampton, mieux connu sous son nom de scène Slowthai (stylisé en minuscules), est un rappeur britannique. Il devient populaire à partir de 2019, grâce à ses instrumentaux rugueux et durs, ses paroles crues et politiquement engagées, en particulier autour des thématiques du Brexit et du mandat de Theresa May en tant que Premier ministre britannique, ainsi qu'une image sulfureuse et provocatrice. Slowthai se classe quatrième dans le BBC Sound de 2019 et a enchaîné la même année avec son premier album studio, Nothing Great About Britain, album nommé pour le Mercury Prize en 2019. Lors de sa performance pendant le cérémonie de remise du prix, il a tenu sur scène une fausse tête coupée du Premier ministre britannique Boris Johnson, suscitant la controverse.

## Jeunesse
Tyron Kaymone Frampton nait le 18 décembre 1994 à Northampton, sa  mère est une adolescente d'origine barbadienne. Avec sa sœur et son frère ils sont élevés par leur mère célibataire dans une cité HLM du quartier de Lings à Northampton. Son jeune frère Michael meurt peu de temps après son premier anniversaire, ce qui l'affecte grandement,. Il fréquente la Northampton Academy puis le Northampton College en 2011, où il étudie pour obtenir un BTEC en technologie musicale. Il souffre de TDAH.
Il sèche fréquemment l'école pendant ses années à la Northampton Academy et passe souvent du temps dans le home studio installé dans le sous-sol de la maison d'un ami, ne s'arrêtant que lorsque sa mère est forcée d'assister à une audience obligatoire au tribunal. Après l'université, il exerce plusieurs petits boulots, travaillant comme ouvrier, plâtrier et dans une succursale de Next avant d'être licencié pour non-respect du contrat après avoir fait bénéficier un ami de réductions réservées aux employés.

## Carrière

### 2016-2019: des débuts etNothing Great About Britain
Le nom Slowthai provient du surnom qu'on lui a donné dans son enfance en raison de sa lenteur d'élocution et de son ton traînant : slow ty. En 2016, il sort son premier single Jiggle, produit par Sammy Byrne,.
En 2017, Slowthai s'associe au label indépendant Bone Soda pour sortir son premier EP I Wish I Knew, Murder et T n Biscuits. Plus tard dans la même année, Slowthai signe un contrat d'enregistrement avec Method Records et a depuis sorti son EP Runt et son premier album studio, Nothing Great About Britain, qui atteint la neuvième place des classements britanniques la semaine de sa sortie.
En plus d'être retenu dans le classement Sound of 2019 de la BBC  et la apparaître dans la liste NME 100 de NME, Slowthai est également salué par des publications telles que DIY, Vevo et Metro. L'accueil critique de ce premier albulm est excellent. Parallèlement, son premier album est présélectionné pour un Mercury Music Prize, perdant au profit de Psychodrama de Dave.
Slowthai apporte une contribution vocale supplémentaire, non créditée, à la chanson What's Good  de Tyler, The Creator  sur son album Igor. Il figure également sur Heaven Belongs to You de l'album Ginger de Brockhampton et rejoint ensuite leur tournée nord-américaine HBTY en 2019 en tant qu'invité spécial.

### 2020-2021:Tyron
En janvier 2020, Slowthai apparaît aux côtés du groupe punk britannique Slaves sur le single Momentary Bliss de Gorillaz. Le single est le premier « épisode » de leur projet Song Machine. Il collabore également avec Waywo, également connu sous le nom de Wayden Harker, un artiste sud-africain.
Le 12 février 2020, après avoir remporté le prix du héros de l'année aux NME Awards, Slowthai a fait des remarques à caractère sexuel sur l'animatrice Katherine Ryan. Des membres du public ont alors commencé à lui crier dessus et il a fait tomber son microphone dans la foule, qui lui a ensuite été renvoyé avec un verre. Slowthai a ensuite jeté sa propre boisson et a sauté dans la foule. Il s'est depuis excusé, tandis que Katherine Ryan a déclaré que la situation avait été prise dans le mauvais sens,.
Le 10 mai 2020, Slowthai sort le single Enemy puis, le 13 mai 2020, le single Magic avec le producteur Kenny Beats. Le lendemain, le 14 mai 2020, il sort le single BB (Bodybag).
Le 15 septembre 2020, Slowthai sort le single Feel Away avec James Blake et Mount Kimbie. La chanson est censée être un hommage à son frère, pour l'anniversaire de sa mort. Le 19 novembre, il sort le single nhs accompagné d'une tracklist pour son album Tyron, sortant le 5 février 2021, sortie retardée d'une semaine, et prévue le 12 février 2021. Le 18 décembre 2020, Slowthai sort Thoughts en tant que single non-album, accompagné d'un clip vidéo mettant en scène la police locale répondant à une plainte concernant un rassemblement social. Le 5 janvier 2021, il sort Mazza, un single avec A$AP Rocky puis, le 9 février 2021, Cancelled, un single avec Skepta. Le 12 février 2021, son album Tyron est publié, il comprend des featuring avec Skepta, Dominic Fike, James Blake, A$AP Rocky et Denzel Curry.

### 2022-présent:Ugly
Le 9 novembre 2022, Slowthai sort I Know Nothing. Le 25 janvier 2023, il sort le single Selfish puis en février le single Feel good, avec un featuring de Shygirl.
Son nouvel album, UGLY, sort le 3 mars 2023,. UGLY est un acronyme qui signifie U Gotta Love Yourself.
L'album reçoit un excellent accueil critique,,.

## Vie privée
Slowthai est un supporter de l'équipe de football de sa ville natale, Northampton Town, certaines parties de la vidéo musicale de Gorgeous ayant été filmées au Sixfields Stadium (en) de Northampton Town Il déclare également qu'il soutient Liverpool FC 
À l'été 2020, Slowthai se fiance avec la chanteuse et mannequin russe Katya Kischuk, ancienne membre du groupe de filles russe Serebro, qu'il a rencontré en ligne,,. Leur fils nait le 18 juin 2021. En décembre 2022, Katya Kischuk annonce sur son chat Telegram que le couple s'est séparé.
En février 2023, dans une interview accordée à Rolling Stone, Slowthai confirme sa relation avec la chanteuse pop britannique Anne-Marie.

## Style musical
Son style musical brise les codes du hip hop et créé une musique hybride, teintée de saturations. Sa musique a été classée comme grime et hip hop Il inclut souvent des éléments de punk rock,, menant à la catégorisation de grime-punk,.
Dans un article de 2019 pour la BBC, Kev Geoghegan le décrit comme « soit un grime MC faisant de la musique punk, soit un punk faisant de la musique rap ». Dans un article pour Vice Media, Niloufar Haidari a décrit sa musique comme « des textes à l'esprit caustique sur des rythmes abrasifs qui mélangent le grime, trap, rap Soundcloud et même punk et shouto ».
Slowthai cite comme influences musicales Gesaffelstein, Juelz Santana, Elliott Smith, Radiohead, Nirvana, Mount Kimbie, Alex Turner des Arctic Monkeys, Jay-Z, Sex Pistols, Justice, Oasis et Die Antwoord,.

## Discographie

### Albums studio
| Titre                                                                                             | Détails | Positions maximales dans le classement | Positions maximales dans le classement | Positions maximales dans le classement | Positions maximales dans le classement | Positions maximales dans le classement | Positions maximales dans le classement | Positions maximales dans le classement | Positions maximales dans le classement | Certificats            | Ventes         |
| Titre                                                                                             | Détails | ROYAUME-UNI                            | AUS                                    | BEL (FL)                               | ALL                                    | Irlande                                | NLD                                    | Nouvelle-Zélande                       | SUI                                    | Certificats            | Ventes         |
| ------------------------------------------------------------------------------------------------- | --- | -------------------------------------- | -------------------------------------- | -------------------------------------- | -------------------------------------- | -------------------------------------- | -------------------------------------- | -------------------------------------- | -------------------------------------- | ---------------------- | -------------- |
| Nothing Great About Britain                                                                       | - Sortie : 17 mai 2019 - Label : Méthode - Format : CD, LP, streaming, téléchargement numérique                      | 9                                      | —                                      | —                                      | —                                      | 64                                     | —                                      | —                                      | —                                      | - Royaume-Uni : 60 000 | - BPI : Argent |
| Tyron                                                                                             | - Sortie : 12 février 2021 - Label: Méthode, Interscope, AWGE - Format : CD, LP, streaming, téléchargement numérique | 1                                      | 11                                     | 24                                     | 23                                     | 2                                      | 53                                     | 13                                     | 24                                     |                        |                |
| Ugly                                                                                              | - Sortie : 3 mars 2023 - Label : Méthode, Interscope - Format : CD, LP, streaming, téléchargement numérique          | 2                                      | 85                                     | 26                                     | —                                      | 3                                      | 85                                     | 30                                     | 91                                     |                        |                |
| "-" désigne un enregistrement qui n'a pas été enregistré ou n'a pas été publié sur ce territoire. | |                                        |                                        |                                        |                                        |                                        |                                        |                                        |                                        |                        |                |

### EP
| Titre              | Détails                                                                            |
| ------------------ | ---------------------------------------------------------------------------------- |
| slowitdownn ノノ   | - Sortie : 7 mars 2017 - Label : Bone Soda - Format : Téléchargement numérique     |
| I Wish I Knew ノノ | - Sortie : 3 novembre 2017 - Label : Bone Soda - Format : Téléchargement numérique |
| Runt               | - Sortie : 14 septembre 2018 - Label : Méthode - Format : Téléchargement numérique |

### Singles
| Title                                                                                              | Year | Meilleurs classements | Meilleurs classements | Meilleurs classements | Certifications | Album                       |
| Title                                                                                              | Year | UK                    | Irlande               | NZ Hot                | Certifications | Album                       |
| -------------------------------------------------------------------------------------------------- | ---- | --------------------- | --------------------- | --------------------- | -------------- | --------------------------- |
| "Jiggle"                                                                                           | 2016 | —                     | —                     | —                     |                | Single hors album           |
| "Murder"                                                                                           | 2017 | —                     | —                     | —                     |                | Single hors album           |
| "T n Biscuits"                                                                                     | 2018 | —                     | —                     | —                     | - BPI: Silver  | Nothing Great About Britain |
| "The Bottom"                                                                                       | 2018 | —                     | —                     | —                     |                | Single hors album           |
| "North Nights"                                                                                     | 2018 | —                     | —                     | —                     |                | Nothing Great About Britain |
| "Ladies"                                                                                           | 2018 | —                     | —                     | —                     |                | Nothing Great About Britain |
| "Polaroid"                                                                                         | 2018 | —                     | —                     | —                     |                | Nothing Great About Britain |
| "Drug Dealer"                                                                                      | 2018 | —                     | —                     | —                     |                | Nothing Great About Britain |
| "Rainbow"                                                                                          | 2018 | —                     | —                     | —                     |                | Nothing Great About Britain |
| "Doorman" (avec Mura Masa)                                                                         | 2018 | —                     | —                     | —                     | - BPI: Silver  | Nothing Great About Britain |
| "Peace of Mind"                                                                                    | 2019 | —                     | —                     | —                     |                | Nothing Great About Britain |
| "Gorgeous"                                                                                         | 2019 | —                     | —                     | —                     |                | Nothing Great About Britain |
| "Nothing Great About Britain"                                                                      | 2019 | —                     | —                     | —                     |                | Nothing Great About Britain |
| "Inglorious" (avec Skepta)                                                                         | 2019 | 50                    | —                     | —                     |                | Nothing Great About Britain |
| "Toaster"                                                                                          | 2019 | —                     | —                     | —                     |                | Nothing Great About Britain |
| "Psycho" (avec Denzel Curry)                                                                       | 2019 | —                     | —                     | —                     |                | Singles hors album          |
| "Deal wiv It" (avec Mura Masa)                                                                     | 2019 | —                     | —                     | —                     |                | R.Y.C                       |
| "Enemy"                                                                                            | 2020 | —                     | —                     | —                     |                | Single hors album           |
| "Magic" (avec Kenny Beats)                                                                         | 2020 | —                     | —                     | —                     |                | Single hors album           |
| "BB (Bodybag)"                                                                                     | 2020 | —                     | —                     | —                     |                | Single hors album           |
| "My High" (avec Disclosure et Aminé)                                                               | 2020 | 86                    | —                     | —                     |                | Energy                      |
| "Feel Away" (avec James Blake and Mount Kimbie)                                                    | 2020 | 92                    | —                     | 34                    |                | Tyron                       |
| "NHS"                                                                                              | 2020 | —                     | —                     | —                     |                | Tyron                       |
| "Thoughts"                                                                                         | 2020 | —                     | —                     | —                     |                | Single hors album           |
| "Mazza" (avec A$AP Rocky)                                                                          | 2021 | 72                    | 89                    | 20                    |                | Tyron                       |
| "Cancelled" (avec Skepta)                                                                          | 2021 | 39                    | 54                    | 10                    |                | Tyron                       |
| "Vex"                                                                                              | 2021 | —                     | —                     | —                     |                | Tyron                       |
| "ADHD"                                                                                             | 2021 | —                     | —                     | —                     |                | Tyron                       |
| "I Know Nothing"                                                                                   | 2022 | —                     | —                     | —                     |                | À venir                     |
| "Selfish"                                                                                          | 2023 | —                     | —                     | —                     |                | Ugly                        |
| "Feel Good"                                                                                        | 2023 | —                     | —                     | —                     |                | Ugly                        |
| "—" désigne un enregistrement qui n'a pas été enregistré ou n'a pas été diffusé sur ce territoire. |      |                       |                       |                       |                |                             |

#### En tant qu'artiste invité
| Titre                                                                                             | Année | Meilleurs classements | Meilleurs classements | Album                                  |
| Titre                                                                                             | Année | ROYAUME-UNI           | Irlande               | Album                                  |
| ------------------------------------------------------------------------------------------------- | ----- | --------------------- | --------------------- | -------------------------------------- |
| "Interior" (JD.Reid featuring 808INK, Slowthai, Oscar #Worldpeace)                                | 2017  | —                     | —                     | Calibrer EP                            |
| "Noddy" (Earbuds featuring Slowthai),                                                             | 2018  | —                     | Sigle hors album      |                                        |
| "Lighthouse" (Take a Daytrip featuring Rico Nasty, Slowthai and IceColdBishop)                    | 2019  | —                     | —                     |                                        |
| "Momentary Bliss" (Gorillaz featuring Slowthai and Slaves)                                        | 2020  | 58                    | 74                    | Song Machine, Saison 1 : Strange Timez |
| "Glidin'" (Pa Salieu featuring Slowthai)                                                          | 2021  | —                     | À venir               |                                        |
| "BDE" (Shygirl featuring Slowthai)                                                                | 2021  | —                     | Sigle hors album      |                                        |
| "Slugger" (Kevin Abstract featuring $not and Slowthai)                                            | 2021  | —                     | À venir               |                                        |
| "Model Village" (Idles featuring Slowthai)                                                        | 2021  | —                     | —                     | Ultramono                              |
| "Zatoichi'" (Denzel Curry featuring Slowthai)                                                     | 2022  | —                     | —                     | Melt My Eyez See Your Future           |
| "In Your Eyes'" (Dom Maker featuring Danny Brown and Slowthai)                                    | 2022  | —                     | —                     | MK 3.5: Die Cuts / City Planning       |
| "-" désigne un enregistrement qui n'a pas été enregistré ou n'a pas été publié sur ce territoire. |       |                       |                       |                                        |

### Autres chansons répertoriées
| Titre                                                                                             | Année | Meilleurs classements | Meilleurs classements | Meilleurs classements | Meilleurs classements | Album                             |
| Titre                                                                                             | Année | ROYAUME-UNI           | FRA                   | IRE                   | Nouvelle-Zélande Hot  | Album                             |
| ------------------------------------------------------------------------------------------------- | ----- | --------------------- | --------------------- | --------------------- | --------------------- | --------------------------------- |
| "High Beams" (avec Flume and HWLS)                                                                | 2019  | —                     | —                     | —                     | 7                     | Hi This Is Flume                  |
| "45 Smoke"                                                                                        | 2021  | —                     | —                     | —                     | 25                    | Tyron                             |
| "Terms" (avec Dominic Fike et Denzel Curry)                                                       | 2021  | 71                    | —                     | 88                    | 11                    | Tyron                             |
| "Push" (avec Deb Never)                                                                           | 2021  | —                     | —                     | —                     | 24                    | Tyron                             |
| "Fallen Angels" (Laylow featuring Slowthai)                                                       | 2021  | —                     | 55                    | —                     | —                     | L'étrange histoire de Mr Anderson |
| "Sooner"                                                                                          | 2023  | —                     | —                     | —                     | 32                    | Laid                              |
| "-" désigne un enregistrement qui n'a pas été enregistré ou n'a pas été publié sur ce territoire. |       |                       |                       |                       |                       |                                   |

### Apparitions d'invités
| Titre                             | Année | Autre(s) artiste(s)    | Album                             | Crédits)                      |
| --------------------------------- | ----- | ---------------------- | --------------------------------- | ----------------------------- |
| Like a See Saw                    | 2015  | Lord Pusswhip          | Lord Pusswhip Is Wack             | - Featured artist - co-auteur |
| Piggy Bank                        | 2018  | JD.Reid                | Tree                              | - Featured artist             |
| High Beams                        | 2019  | Flume, HWLS            | Hi This Is Flume                  | - Featured artist - co-auteur |
| What's Good                       | 2019  | Tyler, the Creator     | Igor                              | - Chœurs                      |
| Meanwhile... at the Welcome Break | 2019  | The S.L.P.             | The S.L.P.                        | - Featured artist             |
| Heaven Belongs to You             | 2019  | Brockhampton           | Ginger                            | - Voix - co-auteur            |
| Tyron (Interlude)                 | 2020  | Headie One, Fred Again | GANG                              | - Featured artist - co-auteur |
| Barry White                       | 2020  | Single hors album      | Voix                              |                               |
| Pressure in My Palms              | 2020  | Aminé, Vince Staples   | Limbo                             | - Featured artist             |
| Graveyard Shift                   | 2020  | AJ Tracey              | Secure the Bag! 2                 | - Featured artist             |
| Fallen Angels                     | 2021  | Laylow                 | L'étrange Histoire de Mr.Anderson | - Featured artist - co-auteur |
| Funeral                           | 2021  | James Blake            | Friends That Break Your Heart     | - Featured artist - co-auteur |
| Up All Week                       | 2022  | Mura Masa              | Demon Time                        | - Featured artist             |

## Récompenses et nominations
| Année | Organisation/Récompense       | Catégorie                         | Travail                                        | Résultat   | Références |
| ----- | ----------------------------- | --------------------------------- | ---------------------------------------------- | ---------- | ---------- |
| 2018  | Ticketmaster                  | New for 2019                      | Lui-même                                       | inclus     | [ 123 ]    |
| 2018  | Vévo                          | DSCVR 2019 Artists to Watch       | Lui-même                                       | inclus     | [ 16 ]     |
| 2018  | BBC                           | Sound of 2019                     | Lui-même                                       | Quatrième  | [ 13 ]     |
| 2018  | DIY                           | Class of 2019                     | Lui-même                                       | inclus     | [ 15 ]     |
| 2018  | Métro                         | Ones to Watch 2019                | Lui-même                                       | inclus     | [ 17 ]     |
| 2019  | Prix du vidéoclip britannique | Best Urban Video - UK             | "Inglorious" (avec Skepta)                     | Nomination | [ 124 ]    |
| 2019  | Prix Q                        | Breakthrough Act                  | Lui-même                                       | Nomination | [ 125 ]    |
| 2019  | Prix Q                        | Best Album                        | Nothing Great About Britain                    | Nomination | [ 125 ]    |
| 2019  | Hyundai                       | Mercury Prize                     | Nothing Great About Britain                    | Nomination | [ 126 ]    |
| 2020  | Prix de la musique hongroise  | Best Foreign Hip-Hop or Rap Album | Nothing Great About Britain                    | Nomination | [ 127 ]    |
| 2020  | Prix NME                      | Best Album                        | Nothing Great About Britain                    | Nomination | [ 128 ]    |
| 2020  | Prix NME                      | Best Album in the World           | Nothing Great About Britain                    | Nomination | [ 128 ]    |
| 2020  | Prix NME                      | Best British Song                 | "Deal wiv It" (avec Mura Masa)                 | Nomination | [ 128 ]    |
| 2020  | Prix NME                      | Best Song in the World            | "Deal wiv It" (avec Mura Masa)                 | Nomination | [ 128 ]    |
| 2020  | Prix NME                      | Best British Solo Act             | Lui-même                                       | Nomination | [ 128 ]    |
| 2020  | Prix NME                      | Best Solo Act in the World        | Lui-même                                       | Nomination | [ 128 ]    |
| 2020  | Prix NME                      | Best Live Act                     | Lui-même                                       | Nomination | [ 128 ]    |
| 2020  | Prix NME                      | Best Collaboration                | Lui-même (avec Mura Masa)                      | Lauréat    | [ 128 ]    |
| 2020  | Prix du vidéoclip britannique | Best Hip Hop/Grime/Rap Video - UK | "Psycho" (avec Denzel Curry)                   | Nomination | [ 129 ]    |
| 2020  | Prix du vidéoclip britannique | Best Dance/Electronic Video - UK  | "Deal wiv It" (avec Mura Masa)                 | Nomination | [ 129 ]    |
| 2020  | Prix du vidéoclip britannique | Best Dance/Electronic Video - UK  | "My High" (avec Disclosure et Aminé)           | Lauréat    | [ 129 ]    |
| 2020  | Prix du vidéoclip britannique | Best Editing in a Video           | "My High" (avec Disclosure et Aminé)           | Nomination | [ 129 ]    |
| 2021  | Grammy Awards                 | Best Dance Recording              | "My High" (avec Disclosure et Aminé)           | Nomination | [ 130 ]    |
| 2021  | Prix du vidéoclip britannique | Best Hip Hop/Grime/Rap Video - UK | "Feel Away" (avec James Blake et Mount Kimbie) | Nomination | [ 131 ]    |